# Valentina Halitov
Valentina Halitov (n. 1 octombrie 1926, Chișinău, România – d. 9 iulie 2012) a fost un medic infecționist de copii din Republica Moldova.

## Copilărie și studii
Valentina Halitov s-a născut la 1 octombrie 1926 în orașul Chișinău, într-o familie de muncitori.
A absolvit liceul „Principesa Dadiani”. A învățat la Institutul de Medicină din Chișinău în anii 1945–1950, făcând parte din prima promoție de absolvenți a instituției. A făcut specializare la Institutul de Medicină nr. 2 din Moscova în 1960 și 1975, cât și la Institutul de Pediatrie (boli infecțioase) din Leningrad în 1983.

## Carieră
Primul loc de muncă a fost în 1950–1951 la Leova, unde a lucrat ca oftalmolog. A făcut apoi secondariat clinic ca asistentă a catedrei boli infecțioase la copii în anii 1951–1953, după care și-a început tot aici activitatea didactică ca asistent. În 1962 a susținut teza de doctor în medicină și a devenit șef al cursului de Boli infecțioase la copii, a cărui fondatoare era. A devenit șef de catedră în 1967 (pe care a condus-o timp de aproape 40 de ani), concomitent decan al Facultății de Pediatrie și Medicină Preventivă. În perioada 1981–1986 a fost prorector al Institutului de Medicină din Chișinău, actuala Universitate de Stat de Medicină și Farmacie „Nicolae Testemițanu” (USMF). În 1980 a primit la Institutul Central de Epidemiologie din Moscova titlul de doctor habilitat, iar în 1983 a devenit profesor universitar. A început să lucreze ca profesor propriu-zis în 1991. Din 1997 până în 2012 a fost profesor consultant al catedrei Boli infecțioase la copii.
A lucrat în domeniul diagnosticării, profilaxiei și tratamentului bolilor infecțioase la copii. A contribuit la studierea infecțiilor gastrointestinale la copii, patogeniei și imunologiei acestora, munca sa fiind un factor important în lupta cu scarlatina, poliomielita, difteria, hepatita virală etc. în Moldova. A ținut cursuri și seminare, pregătind specialiști în domeniu, inclusiv 12 secundari clinici. A publicat peste 300 de publicații științifice și a organizat o școală de infecționiști pediatri. A fost Președinte a Societății Infecționiștilor din Republica Moldova, cât și specialist principal al Ministerului Ocrotirii Sănătății în domeniul bolilor infecțioase la copii. Din inițiativa sa a fost înființat Serviciul de pediatrie infecțioasă în republicăm de asemenea ea a fondat un laborator imunologic. A participat la numeroase congrese internaționale, la Moscova, Belgrad, Iași, Tbilisi ș.a.
Halitov a fost membră a Comitetului Central Unional al Sindicatelor lucrătorilor medicali din URSS, deputat al Sovietului Raional Frunze din Chișinău, președinte al Societății Științifice a Infecționiștilor din RM, membră a conducerii Societății Științifice a Infecționiștilor din URSS, președinte al Comisiei de atestare a infecționiștilor al Ministerului Sănătății, membră a Senatului și a Consiliului științific al USMF „Nicolae Testemițanu”, membră a Consiliului științific de susținere a tezelor de doctor în științe medicale și de doctor habilitat etc.

## Premii și recunoaștere

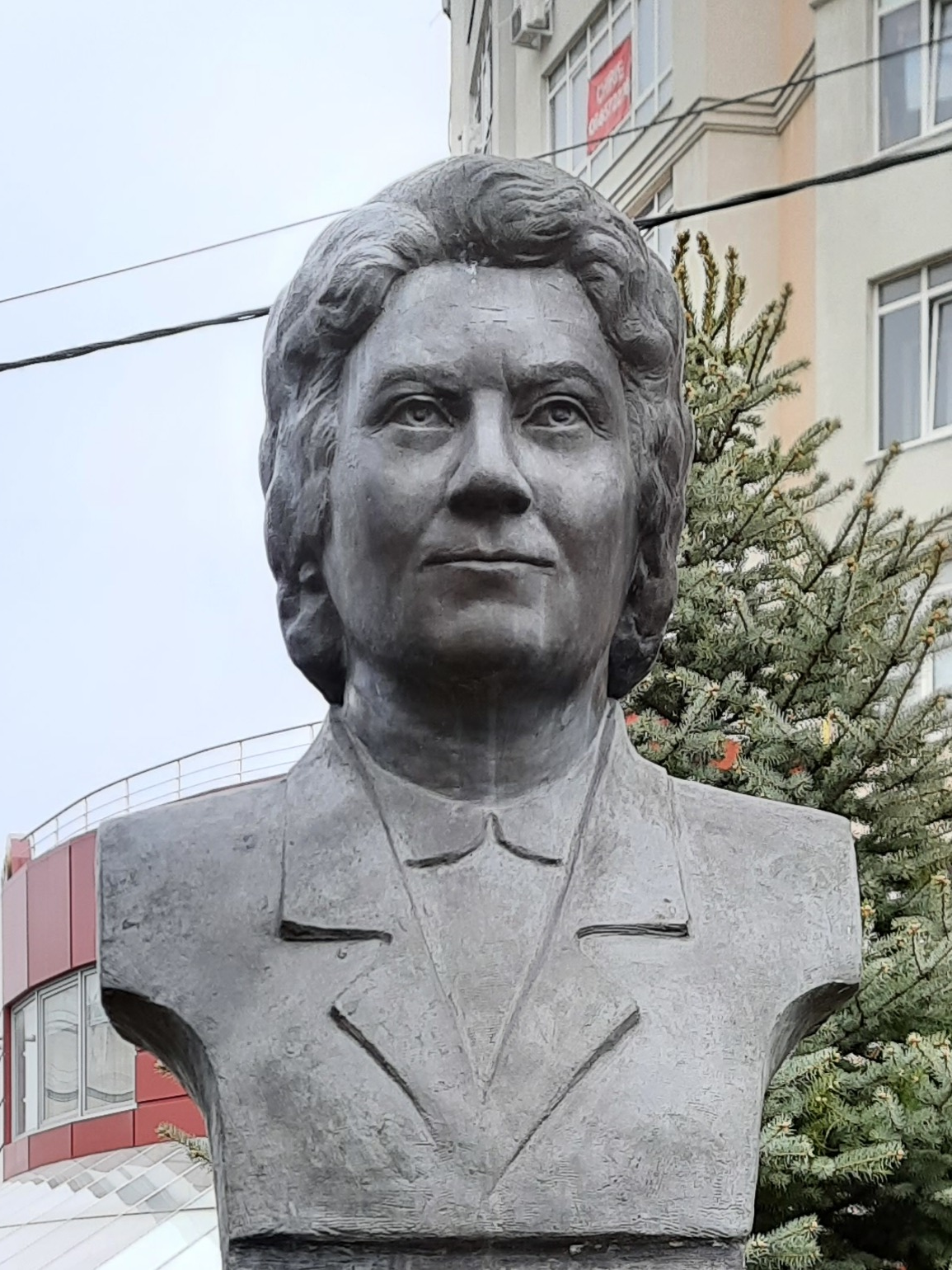
Bustul lui Halitov pe Aleea savanților și medicilor iluștri din Chișinău

Valentina Halitov a fost decorată de două ori cu Ordinul Insigna de Onoare, în 1971 și 1981. În 1995, Președintele Republicii Moldova Mircea Snegur i-a conferit Ordinul Republicii, cea mai înaltă distincție de stat. În 2013, Senatul universitar al USMF a hotărât ca Clinica de Boli infecțioase la copii să poarte numele Valentinei Halitov. Un an mai târziu, la Spitalul Clinic Municipal de Boli Contagioase la Copii a fost dezvelit basorelieful medicului infecționist.